# José António Calado
José António Calado da Silva, conocido como Calado  (Lisboa, 1 de marzo de 1974) es un exfutbolista  portugués. Jugó como centrocampista.

## Trayectoria
Durante su carrera, Calado comenzó jugando en equipos locales como Casa Pia AC, representó a C.F. Estrela da Amadora y Sport Lisboa e Benfica llegando, por último, a jugar en la selección de fútbol de Portugal.
En el verano de 2001, Calado, junto con el delantero João Tomás, se unieron a La Liga de parte de Real Betis, pero a ambos se les permitió jugar en escasas ocasiones, apareciendo (Calado) solo 20 veces durante dos temporadas. Desde 2003–05, jugó a préstamo con el equipo de Segunda División Polideportivo Ejido, y el cambio fue posteriormente permanente.
Después de 100 partidos de liga con 15 goles (perdiéndose toda la temporada 2006-07 debido a una lesión), Calado se fue a Chipre, primero con APOP Kinyras Peyias FC, y luego a AEP Paphos FC para la temporada 2008-09.
Apareció regularmente para ambos clubes durante su paso por la primera división chipriota, eventualmente dejando AEP a principios de 2010, y retirándose cerca de los 36 años.

## Trayectoria Internacional
Internacionalmente, Calado ganó cuatro gorras (gorras honoríficas) durante un año, también representó a Portugal en las olimpiadas de verano de 1996.